# Position de la Chine sur le règlement politique de la crise ukrainienne
 (février 2023).
La mise en forme du texte ne suit pas les recommandations de Wikipédia : il faut le « wikifier ».
Les points d'amélioration suivants sont les cas les plus fréquents :
- Les titres sont pré-formatés par le logiciel. Ils ne sont ni en capitales, ni en gras.
- Le texte ne doit pas être écrit en capitales (les noms de famille non plus), ni en gras, ni en italique, ni en « petit »…
- Le gras n'est utilisé que pour surligner le titre de l'article dans l'introduction, une seule fois.
- L'italique est rarement utilisé : mots en langue étrangère, titres d'œuvres, noms de bateaux, etc.
- Les citations ne sont pas en italique mais en corps de texte normal. Elles sont entourées par des guillemets français : « et ».
- Les listes à puces sont à éviter, des paragraphes rédigés étant largement préférés. Les tableaux sont à réserver à la présentation de données structurées (résultats, etc.).
- Les appels de note de bas de page (petits chiffres en exposant, introduits par l'outil «  Source ») sont à placer entre la fin de phrase et le point final[comme ça].
- Les liens internes (vers d'autres articles de Wikipédia) sont à choisir avec parcimonie. Créez des liens vers des articles approfondissant le sujet. Les termes génériques sans rapport avec le sujet sont à éviter, ainsi que les répétitions de liens vers un même terme.
- Les liens externes sont à placer uniquement dans une section « Liens externes », à la fin de l'article. Ces liens sont à choisir avec parcimonie suivant les règles définies. Si un lien sert de source à l'article, son insertion dans le texte est à faire par les notes de bas de page.
- La présentation des références doit suivre les conventions bibliographiques. Il est recommandé d'utiliser les modèles {{Ouvrage}}, {{Chapitre}}, {{Article}}, {{Lien web}} et/ou {{Bibliographie}}. Le mode d'édition visuel peut mettre en forme automatiquement les références.
- Insérer une infobox (cadre d'informations à droite) n'est pas obligatoire pour parachever la mise en page.

Pour une aide détaillée, merci de consulter Aide:Wikification.
Si vous pensez que ces points ont été résolus, vous pouvez retirer ce bandeau et améliorer la mise en forme d'un autre article.

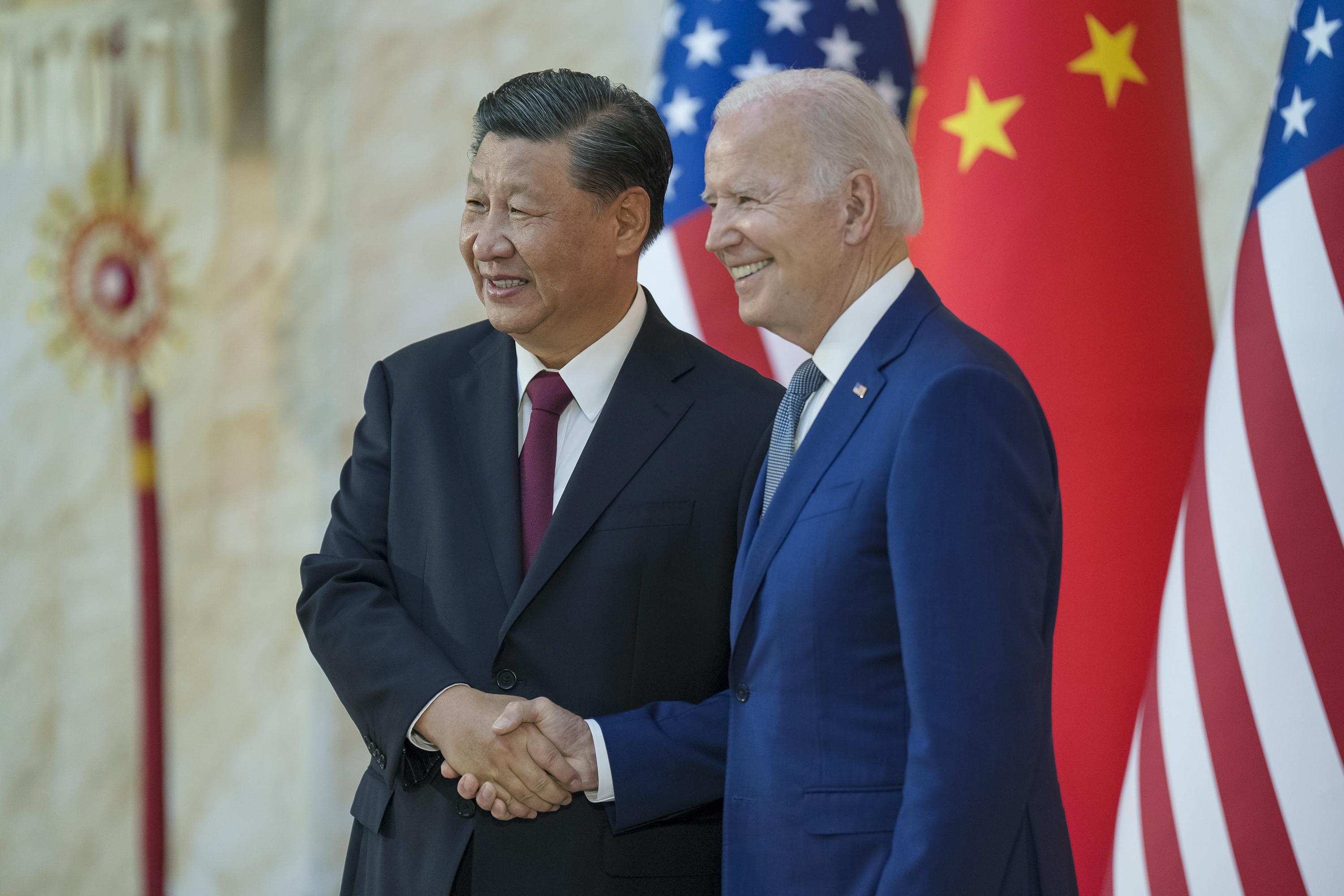
Xi Jinping et Joe Biden.

Le 24 février 2023, la Chine publie sa « position sur le règlement politique de la crise ukrainienne ». Ce « plan de paix » est publié pour le premier anniversaire du début de l'invasion de l'Ukraine par la Russie (le 24 février 2022). Bien que le mot « guerre » ne soit pas mentionné dans le document, il ne condamne pas l'agression russe et ne prévoit pas la fin de la guerre, mais reporte seulement la décision à une durée indéterminée, mais permet la fin de l'agression russe en échange de la consolidation juridique des territoires de l'Ukraine occupés par la Russie.

## Contexte
La Russie envahit l'Ukraine le 24 février 2022. Le plan a été publié dans la nuit du 24 février par le ministère chinois des Affaires étrangères. Le document se nomme « Position de la Chine sur le règlement politique de la crise ukrainienne ».

## Position de la Chine
1. Respecter la souveraineté de tous les pays. Le droit international universellement reconnu, y compris les buts et principes de la Charte des Nations unies, doit être strictement observé. La souveraineté, l’indépendance et l’intégrité territoriale de tous les pays doivent être effectivement garanties. Les pays, qu’ils soient grands ou petits, puissants ou faibles, riches ou pauvres, sont membres égaux de la communauté internationale. Les différentes parties doivent préserver ensemble les normes fondamentales régissant les relations internationales et défendre l’équité et la justice internationales. Il faut promouvoir une application égale et uniforme du droit international et rejeter le deux poids deux mesures.
2. Renoncer à la mentalité de la guerre froide. Il ne faut pas rechercher la sécurité d’un pays au détriment de celle des autres, ni garantir la sécurité d’une région par le renforcement voire l’expansion des blocs militaires. Les intérêts et préoccupations sécuritaires légitimes des différents pays doivent être pris au sérieux et traités de manière appropriée. Il n’y a pas de solution simple aux problèmes complexes. Toutes les parties doivent poursuivre la vision de sécurité commune, intégrée, coopérative et durable, garder à l’esprit la paix et la stabilité de long terme dans le monde, et promouvoir la construction d’une architecture de sécurité européenne équilibrée, effective et durable. Il faut s’opposer à ce qu’un pays recherche sa propre sécurité au prix de celle d’autrui, prévenir la confrontation des blocs, et œuvrer ensemble à la paix et à la stabilité sur le continent eurasiatique.
3. Cesser les hostilités. Les conflits et guerres ne font de bien à personne. Les parties doivent toutes garder la raison et la retenue, s’abstenir de mettre de l’huile sur le feu et d’aggraver les tensions, et prévenir une nouvelle détérioration ou même un dérapage de la crise ukrainienne. Il faut soutenir la Russie et l’Ukraine de sorte qu’elles travaillent dans la même direction pour reprendre au plus tôt un dialogue direct, promouvoir progressivement la désescalade de la situation et parvenir finalement à un cessez-le-feu complet. 
4. Lancer les pourparlers de paix. Le dialogue et les négociations sont la seule solution viable à la crise ukrainienne. Tout effort en faveur du règlement pacifique de la crise doit être encouragé et soutenu. La communauté internationale doit poursuivre la bonne direction qui est de promouvoir les pourparlers de paix, aider les parties au conflit à ouvrir rapidement la porte qui mène au règlement politique de la crise, et créer des conditions et plateformes pour la reprise des négociations. La Chine continuera de jouer un rôle constructif dans ce sens.
5.Régler la crise humanitaire. Toute mesure en faveur de l’apaisement de la crise humanitaire doit être encouragée et soutenue. Les opérations humanitaires doivent se conformer aux principes de neutralité et d’impartialité et les questions humanitaires ne doivent pas être politisées. Il faut protéger effectivement la sécurité des civils et mettre en place des corridors humanitaires pour évacuer des civils des zones de conflit. Il convient d’accroître les aides humanitaires aux zones concernées, d’améliorer les conditions humanitaires, et de fournir un accès humanitaire rapide, sûr et sans entrave, en vue de prévenir une crise humanitaire de plus grande ampleur. Il faut soutenir l’ONU dans ses efforts pour jouer un rôle coordinateur dans l’acheminement des aides humanitaires dans les zones de conflit.
6.Protéger les civils et les prisonniers de guerre. Les parties au conflit doivent observer scrupuleusement le droit humanitaire international, éviter d’attaquer les civils et les installations civiles, protéger les femmes, les enfants et les autres victimes du conflit et respecter les droits fondamentaux des prisonniers de guerre. La Chine soutient l’échange de prisonniers de guerre entre la Russie et l’Ukraine et appelle les différentes parties à créer plus de conditions favorables à cette fin.
7.Préserver la sécurité des centrales nucléaires. La Chine s’oppose aux attaques armées contre les centrales nucléaires et les autres installations nucléaires pacifiques, et appelle les différentes parties à observer le droit international, y compris la Convention sur la sûreté nucléaire, et à prévenir résolument les accidents nucléaires d’origine humaine. La Chine soutient l’Agence internationale de l’énergie atomique dans ses efforts pour jouer un rôle constructif dans la promotion de la sûreté et de la sécurité des installations nucléaires pacifiques.
8.Réduire les risques stratégiques. Les armes nucléaires ne doivent pas être utilisées et la guerre nucléaire ne doit pas être menée. Il faut s’opposer à la menace ou l’emploi d’armes nucléaires. Il est impératif de prévenir la prolifération nucléaire et d’éviter les crises nucléaires. La Chine s’oppose à la recherche et développement et à l’utilisation des armes chimiques et biologiques par quelque pays que ce soit dans quelques circonstances que ce soient.
9.Faciliter l’exportation des céréales. Toutes les parties doivent appliquer de manière équilibrée, intégrale et effective l’Initiative céréalière de la mer Noire signée par la Russie, la Türkiye, l’Ukraine et l’ONU, et soutenir l’ONU dans ses efforts pour jouer un rôle important à cet égard. L’initiative de coopération sur la sécurité alimentaire mondiale lancée par la Chine offre une solution viable à la crise alimentaire mondiale.
10.Mettre fin aux sanctions unilatérales. Les sanctions unilatérales et la pression maximale n’aident pas à régler les problèmes et ne font que créer de nouveaux problèmes. La Chine s’oppose à toute sanction unilatérale non autorisée par le Conseil de Sécurité des Nations unies. Les pays concernés doivent cesser de recourir de manière abusive aux sanctions unilatérales et aux juridictions extraterritoriales contre les autres pays, jouer un rôle en faveur de la désescalade de la crise ukrainienne et créer des conditions favorables au développement économique et à l’amélioration du bien-être de la population des pays en développement.
11.Assurer la stabilité des chaînes industrielles et d’approvisionnement. Toutes les parties doivent préserver effectivement le système économique mondial existant, et s’opposer à ce que l’économie mondiale soit politisée ou utilisée comme un outil ou une arme. Il faut œuvrer ensemble à atténuer les effets de débordement de la crise pour qu’elle ne perturbe la coopération internationale en matière d’énergie, de finance, de commerce alimentaire et de transport ni ne compromette la reprise économique mondiale.
12.Promouvoir la reconstruction post-conflit. La communauté internationale doit prendre des mesures pour soutenir la reconstruction post-conflit dans les zones de conflit. La Chine est prête à accorder son assistance et à jouer un rôle constructif à cet égard.

## Sources et références
1. ↑  « Guerre en Ukraine : voici ce que propose la Chine dans son "plan de paix" », sur TF1 INFO, 24 février 2023 (consulté le 24 février 2023)
2. ↑  « Cessez-le-feu, fin des sanctions unilatérales... ce que propose la Chine pour mettre un terme à la guerre en Ukraine », sur BFMTV (consulté le 24 février 2023)
3. ↑  « POSITION DE LA CHINE SUR LE RÈGLEMENT POLITIQUE DE LA CRISE UKRAINIENNE », sur www.fmprc.gov.cn (consulté le 24 février 2023)